# Protea speciosa
Protea speciosa es una especie de arbusto perteneciente a la familia Proteaceae.  Es originaria de Sudáfrica.

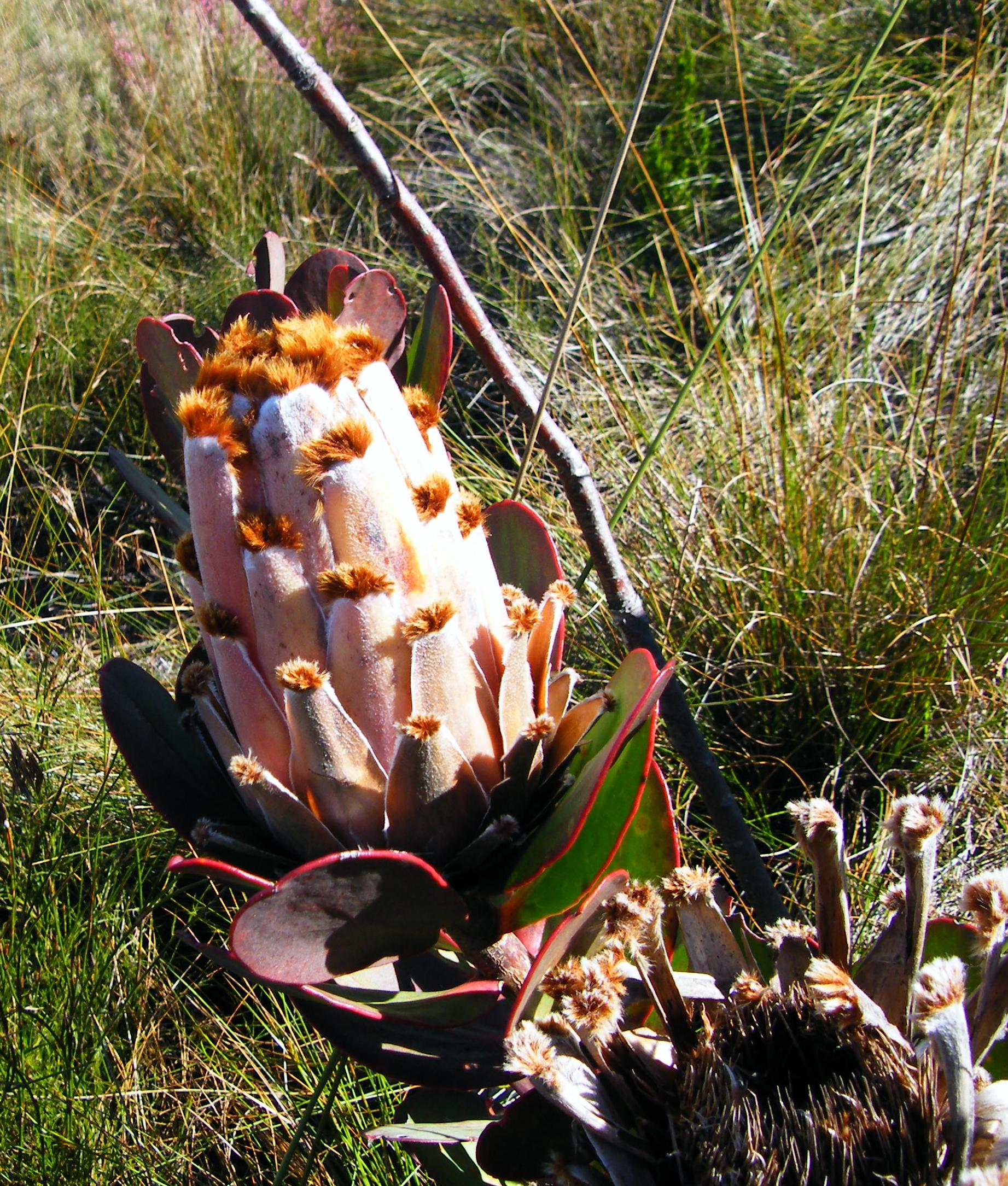
Flor

## Descripción
Es un arbusto perennifolio enano que alcanza un tamaño de 0.5 - 1.2 m de altura. Se encuentra a 0 - 1300 metros en Sudáfrica.

## Taxonomía
Protea speciosa fue descrito por Carlos Linneo y publicado en Mant. Pl. Altera: 191 (1771)
Etimología
Protea: nombre genérico que fue creado en 1735 por Carlos Linneo en honor al dios de la mitología griega Proteo que podía cambiar de forma a voluntad, dado que las proteas tienen muchas formas diferentes. 
speciosa: epíteto latíno que significa "llamativa".
Sinonimia
- Protea speciosa var. angustata Meisn.	[4]